# Іртиш (ракета-носій)

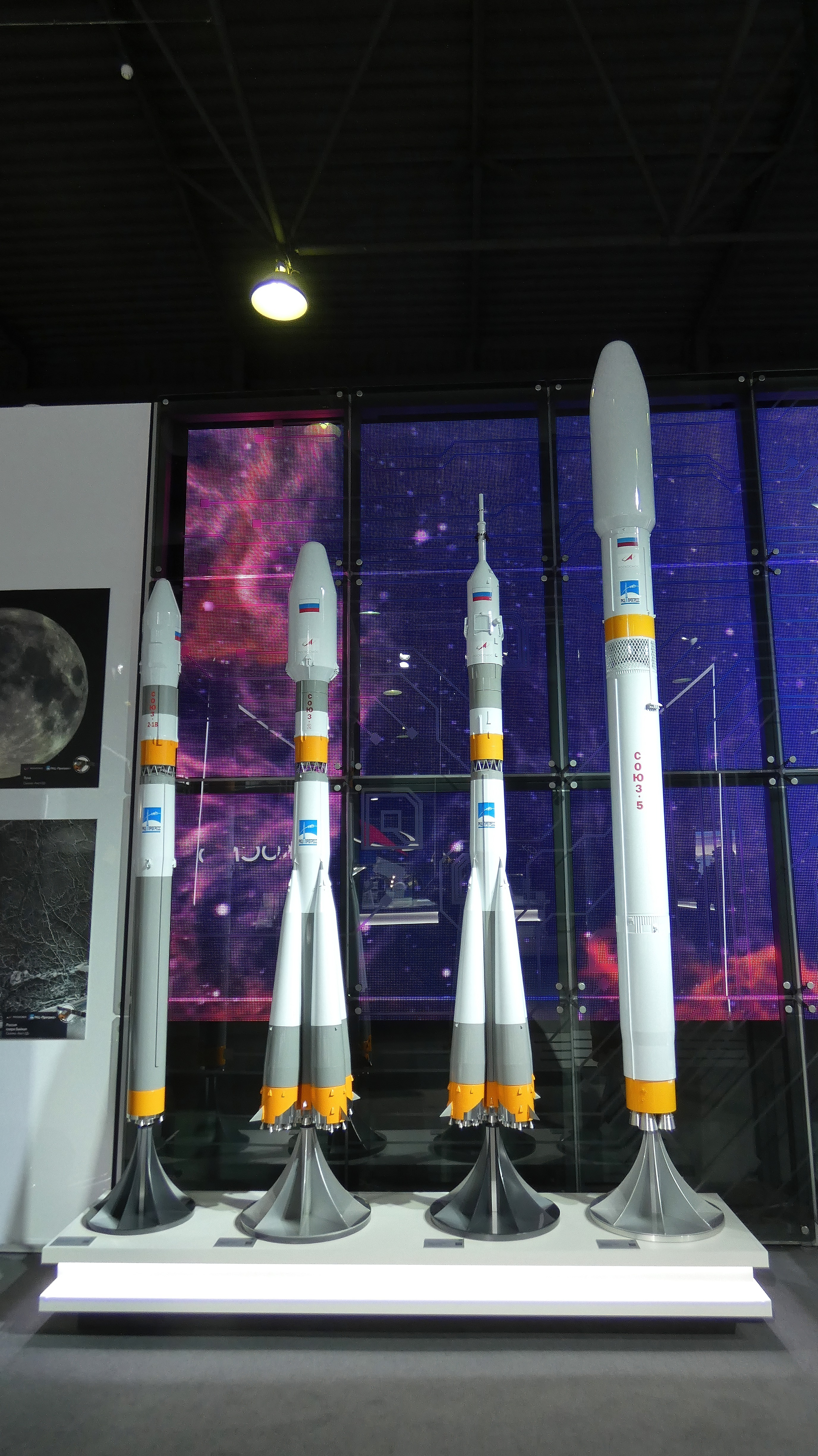
Союз-5 (Іртиш) розташований праворуч.

Іртиш — (раніше «Союз-5») - проект російської двоступеневої ракети середнього класу, яка зможе виводити на низьку навколоземну орбіту до 17 тон корисного навантаження. Створена на основі української (радянської) ракети-носія «Зеніт».
Розроблюється ракетно-космічною корпорацією «Енергія». Розробка ракети-носія передбачена діючою Федеральною космічною програмою за напрямком дослідно-конструкторської роботи «Фенікс». Вартість одного запуску оцінюється у 55-56 млн дол.
Початок політних випробувань заплановано на 2024 рік, а комерційне використання компанією «International Launch Services», яка зареєстрована в США, планується розпочати у 2025 році.. Стартовий комплекс планується створювати на основі російського ракетно-космічного комплексу для РН «Ангара».
У грудні 2017 року було оголошено про початок розробки багаторазового варіанта «Союз-5», однак за іншими джерелами, доцільність створення багаторазового варіанту ракети поки що тільки вивчається..